# Partit de la Justícia i el Desenvolupament
El Partit de la Justícia i el Desenvolupament (turc Adalet ve Kalkınma Partisi, AKP) és un partit polític de Turquia, també conegut com a Ak Parti ja que els seus seguidors empren el vocable turc Ak (blanc, net) per a identificar el seu partit. És un partit conservador populista, de tendències identitàries, a imatge dels partits democristians europeus, i és membre observador del Partit Popular Europeu des de 2005.
Fundat el 2001 per un nombre de membres d'altres partits existents, el partit va guanyar majories en les sis eleccions legislatives més recents a Turquia, les de 2002, 2007, 2011, juny de 2015, novembre de 2015, i 2018. El partit ha tingut majories durant 13 anys, però la va perdre el juny de 2015, recuperant-la en les eleccions sorpresa del novembre de 2015 i perdent-les de nou el 2018. El seu èxit electoral passat es va reflectir en les tres eleccions locals celebrades des de la creació del partit. No obstant, el partit va perdre la majoria de les grans ciutats (incloent Istanbul i Ankara) en les eleccions locals de 2019; el qual ha sigut atribuït a la crisi econòmica turca, al creixent autoritarisme de l'executiu, i a la presumpta inacció del govern en la crisi dels refugiats. L'actual líder del partit és Recep Tayyip Erdoğan, el President de Turquia en l'actualitat.

## Història
L'AKP va ser fundat el 2001 i va guanyar les eleccions legislatives turques de 2002. Va impulsar les mesures que van facilitar que la Comissió Europea, el 6 d'octubre de 2004, donés el vistiplau a Turquia i aconsellés al Consell iniciar les negociacions per a l'ingrés del país en la Unió Europea (UE).

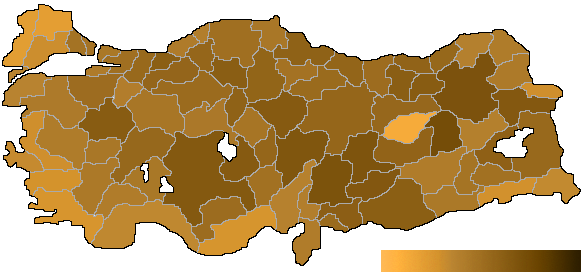
Resultat de les eleccions de 2007 per l'AKP

El Partit de la Justícia i el Desenvolupament va sorgir de l'escissió de diversos membres del Refah Partisi (Partit del Benestar, RP), partit que va mantenir una breu coalició de govern a Turquia en 1996, entre ells l'actual President de Turquia Recep Tayyip Erdoğan i el anterior president Abdullah Gül. El 2000 el Partit del Benestar va ser abolit pel Tribunal Constitucional. Una facció de membres conservadors moderats d'entre les files del Partit del Benestar, coneguda con Yenilikçiler, o Reformistes va fundar el Partit de la Justícia i el Desenvolupament el 14 d'agost de 2001, en un intent per renovar i instaurar una política conservadora moderada dintre del marc democràtic secular.
Recep Tayyip Erdoğan, líder de l'AKP, va assenyalar quan el partit va ser fundat que «l'AKP no és un partit polític que es fonamenti en cap base religiosa». El gener de 2005, el AKP va ser admès com membre observador del Partit Popular Europeu, el partit conservador de la UE. A les eleccions legislatives turques de 2007 va obtenir majoria absoluta amb 341 escons, una majoria que va repetir, amb 326 escons, en les eleccions legislatives turques de 2011, la qual cosa va permetre la reelecció, per tercera vegada consecutiva, de Recep Tayyip Erdoğan com a Primer Ministre.
El 2013 va esclatar un escàndol de corrupció vinculada a l'intercanvi de gas per petroli amb l'Iran que va esquitxar diversos membres del partit i del govern va provocar la dimissió dels ministres Zafer Çağlayan, Erdoğan Bayraktar i Muammer Güler, i una crisi de govern amb 10 canvis de ministres.
El partit va dominar amb solidesa les eleccions a Turquia durant dues dècades, però en les eleccions municipals de 2019 va perdre les alcaldies d'Istanbul i Ankara a mans del Partit Republicà del Poble i la situació de l'economia van fer que a les eleccions legislatives de 2023, tot i obtenir el 36% del vot, fos el seu pitjor resultat des del 2002, i a les eleccions municipals de 2024 va ser la primera vegada que el partit perdia el vot popular, i la primera vegada que el Partit Republicà del Poble guanyava el vot popular des de 1977, i a més no va poder recuperar Istanbul i Ankara, perdent noves places com Bursa.

## Resultats electorals

### Eleccions generals
| Any       | Líder            | Vots       | %      | Escons    | +/- | Govern   |
| --------- | ---------------- | ---------- | ------ | --------- | --- | -------- |
| 2002      | Recep T. Erdoğan | 10.763.904 | 34,26% | 363 / 550 | Nou | Majoria  |
| 2007      | Recep T. Erdoğan | 16.327.291 | 46,58% | 341 / 550 | 22  | Majoria  |
| 2011      | Recep T. Erdoğan | 21.442.206 | 49,90% | 326 / 550 | 14  | Majoria  |
| 2015 (I)  | Ahmet Davutoğlu  | 18.867.411 | 40.87% | 258 / 550 | 69  | Coalició |
| 2015 (II) | Ahmet Davutoğlu  | 23.681.926 | 49.50% | 317 / 550 | 59  | Majoria  |
| 2018      | Recep T. Erdoğan | 21.338.693 | 42.56% | 295 / 600 | 21  | Minoria  |
| 2023      | Recep T. Erdoğan | 19.187.170 | 35,56% | 268 / 600 | 27  | Minoria  |

### Eleccions presidencials
| Any  | Candidat         | 1a volta   | 1a volta    | 2a volta   | 2a volta    | Resultat |
| Any  | Candidat         | Vots       | %           | Vots       | %           | Resultat |
| ---- | ---------------- | ---------- | ----------- | ---------- | ----------- | -------- |
| 2014 | Recep T. Erdoğan | 21,000,143 | 51,79 / 100 |            |             | Elegit   |
| 2018 | Recep T. Erdoğan | 26,324,482 | 52,59 / 100 | Elegit     |             |          |
| 2023 | Recep T. Erdoğan | 27,133,849 | 49,52 / 100 | 27,725,131 | 52,16 / 100 | Elegit   |

## Galeria d'imatges

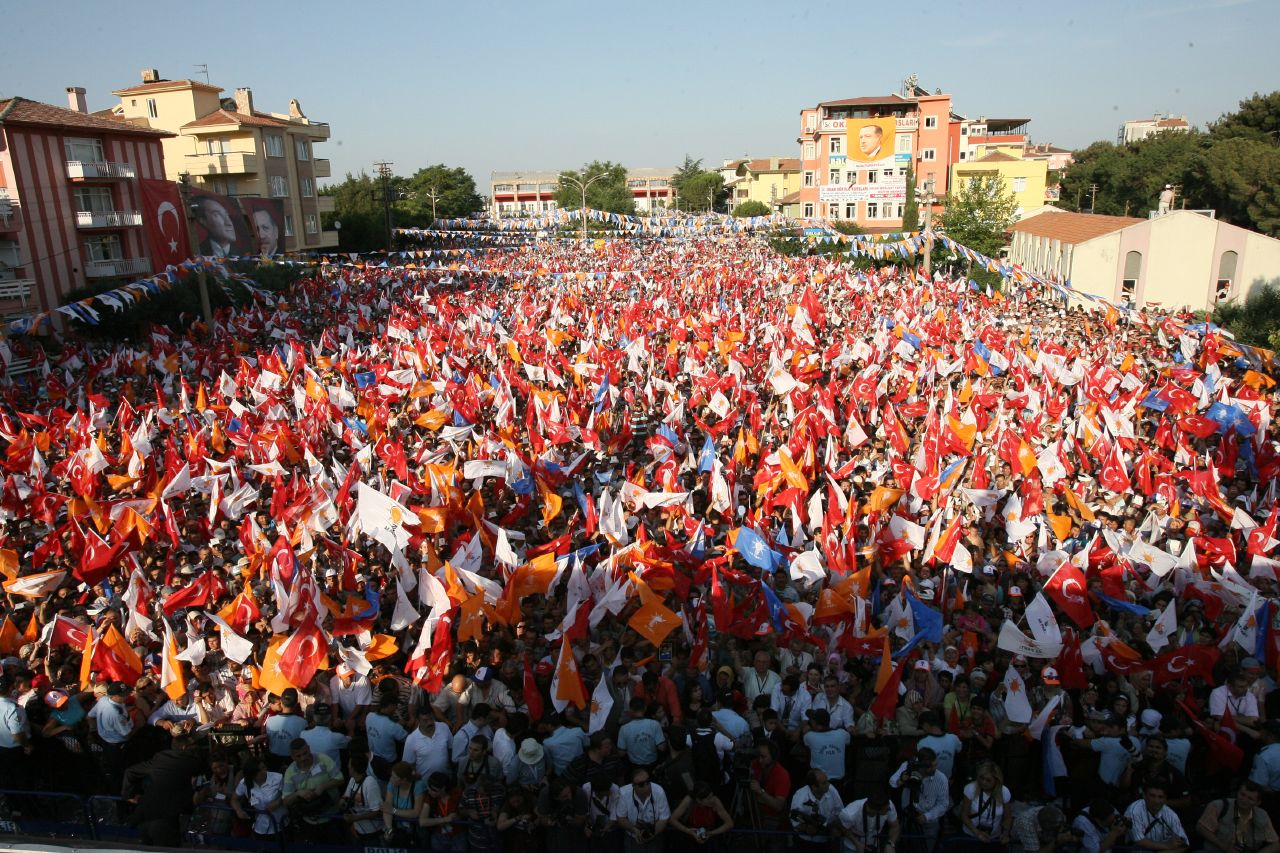
Míting de l'AKP el 2007
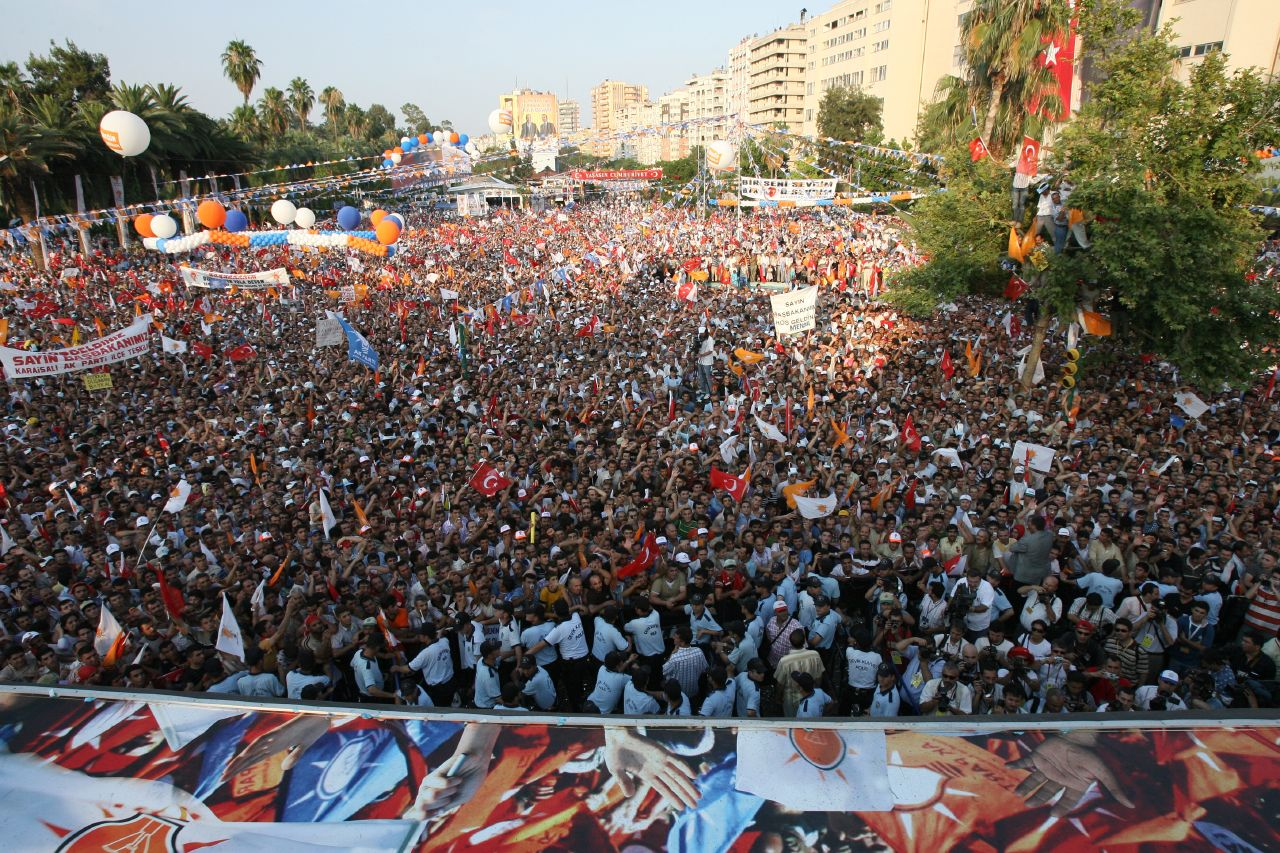
Míting de l'AKP